# Praça da República (Porto)

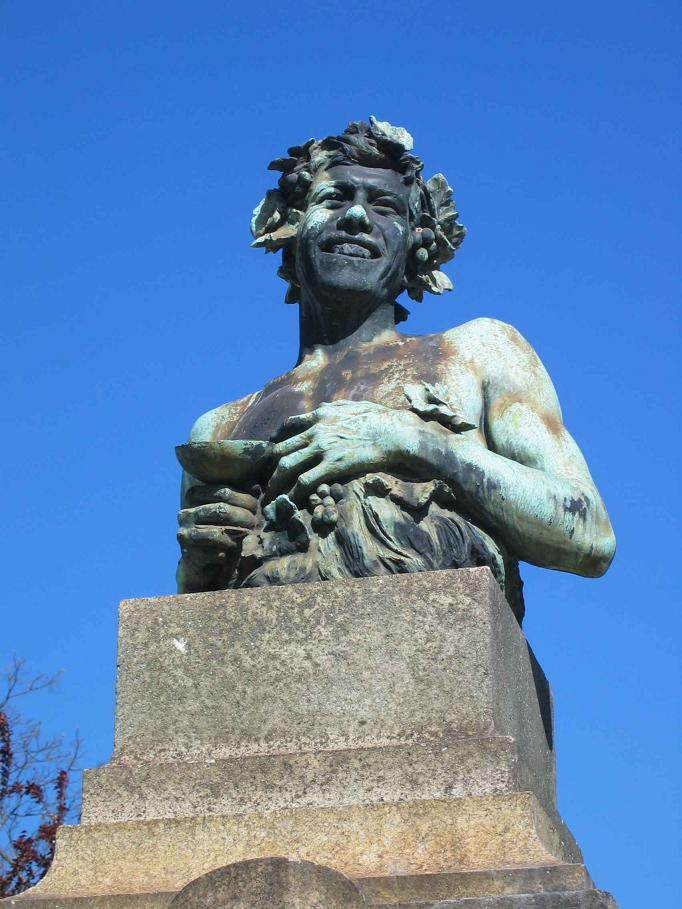
Baco de António Teixeira Lopes

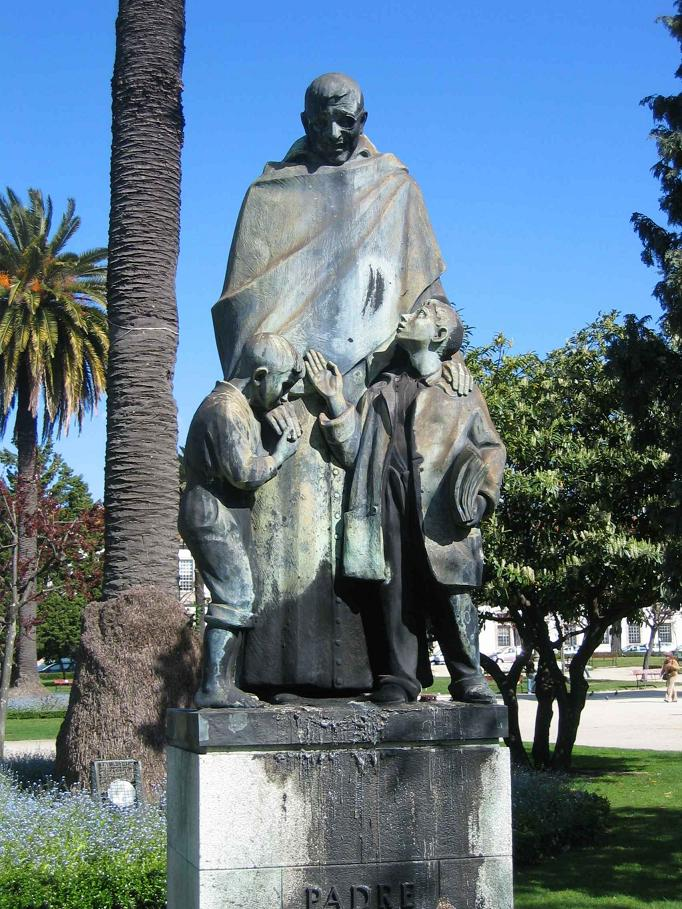
Padre Américo de Henrique Moreira

A Praça da República é um largo na freguesia da Cedofeita da cidade do Porto, em Portugal.

## Origem do nome
O nome inicial de "Praça de Santo Ovídio" deveu-se a uma capela que, desde meados do século XVII, existia junto à estrada de Braga de invocação de São Bento e de Santo Ovídio. Após a insurreição militar de 1 de maio de 1851 que levou à queda de Costa Cabral, o largo adotou o nome de "Campo da Regeneração". Com a implantação da República em Portugal, em 1910, o seu nome foi alterado para Praça da República, pela importância que o logradouro tivera na Revolta de 31 de Janeiro de 1891.

## História
Na segunda metade do século XVIII, João de Almada e Melo determinou que se abrisse uma ampla praça no antigo Campo de Santo Ovídio, pouco tempo depois foi construído o quartel militar de Santo Ovídio.
Ocorreram, nesta praça, vários acontecimentos político-militares nomeadamente em 1820, com a concentração das tropas liberais, e em 1891, com as tropas republicanas, aquando da revolta de 31 de Janeiro. Em 1910 a praça recebeu o nome atual.
O Quartel de Santo Ovídio foi mandado construir em 1790 pela rainha D. Maria I e serviu como aquartelamento das unidades de infantaria, entre 1798 e 1952. Estiveram aqui instalados os Comandos da I Região Militar do Porto de 1926 a 1970, da Região Militar do Porto entre 1970 e 1975, da Região Militar do Norte de 1975 a 2006. Desde essa data, alberga o Comando do Pessoal.
A praça alberga o Jardim de Teófilo Braga, espaço relvado com arvoredo, alguns canteiros floridos e várias esculturas. Entre as estátuas do jardim encontram-se Baco (1916) de António Teixeira Lopes,Padre Américo (1959) de Henrique Moreira e República (2010) do escultor Bruno Marques. A escultura Rapto de Ganímedes (1910), de Fernandes de Sá, esteve nesta praça durante 100 anos, tendo sido transferida para o Jardim de João Chagas, na Cordoaria, em 2010.

## Pontos de interesse
- Edifício do Quartel-General
- Escultura Baco (1916 - bronze), de António Teixeira Lopes
- Escultura Padre Américo (1959/61 - bronze), de Henrique Moreira
- Escultura República (2010), de Bruno Marques
- Jardim de Teófilo Braga
- Palacetes que rodeiam a praça, com destaque para o palacete atualmente ocupado pela Ordem dos Advogados e para o Palácio dos Pestanas.

## Acessos
- Estação Trindade (400 m para SE)
- Linhas: 202, 304, 502 e 600 dos STCP.